# 짝풀림제
짝풀림제(영어: uncoupler 또는 uncoupling agent)는 전자전달계에서 전자전달과 화학삼투적 인산화에 의한 ATP 합성 반응의 짝을 풀리게 하여 원핵생물 및 미토콘드리아에서 일어나는 산화적 인산화 또는 남세균 및 엽록체에서 일어나는 광인산화를 저해하는 분자이다. 그 결과 세포 또는 미토콘드리아가 에너지를 소비하여 양성자 구동력을 생성하지만, 양성자 구동력은 ATP 생성효소가 이러한 에너지를 이용하여 ATP를 만드는 데 사용되기 전에 소멸하게 된다. 짝풀림제는 미토콘드리아 막과 지질막을 통해 양성자를 운반할 수 있다.

## 특성
전형적인 짝풀림제는 다음과 같은 5가지 특성을 가지고 있다.
1. 호흡 조절의 완전한 해제
2. 짝풀림제에 의해 매개되는 순환적 양성자 수송에 의한 모든 짝지어진 과정(ATP 합성, 트랜스수소화, 역전자 흐름, 양이온의 능동 수송 등)의 대체
3. 미토콘드리아 막 또는 원핵세포 막에서 생성된 모든 양성자의 농도 기울기를 상쇄시킴
4. 짝지어진 부위와 다른 부위 간의 이러한 작용에 대한 차이가 없음
5. 전자전달에 의해 구동되는 짝지어진 과정과 ATP 가수분해에 의해 구동되는 짝지어진 과정 간에 차이가 없음

유사 짝풀림제는 이러한 특성들 중 한 가지 이상을 가지고 있지만, 5가지 특성을 모두 가지고 있지는 않기 때문에 완전한 짝풀림제로 작용하기 위해서는 한 가지 이상의 다른 유사 짝풀림제와 조합되어야 한다.

## 전형적인 짝풀림제
다음의 화합물들은 전형적인 짝풀림제로 알려져 있다.
- 2,4-다이나이트로페놀 (DNP)
- 2,5-다이나이트로페놀
- 1799 (α,α′-비스(헥사플루오르아세토닐)아세톤)
- BAM15, N5,N6-비스(2-플루오로페닐)-[1,2,5]옥사다이아졸로[3,4-b]피라진-5,6-다이아민
- 2-터트-뷰틸-4,6-다이나이트로페놀 (다이노텁)
- 6-세크-뷰틸-2,4-다이나이트로페놀 (다이노세브)
- C4R1 (로다민 19의 짧은 사슬 알킬 유도체)
- 카보닐 사이아나이드 페닐하이드라존 (CCP)
- 카보닐 사이아나이드-m-클로로페닐 하이드라존 (CCCP)
- 카보닐 사이아나이드-p-트라이플루오로메톡시페닐 하이드라존 (FCCP)
- CDE (4β-신남오일옥시,1β,3α-다이하이드록시유데슴-7,8-엔)
- CZ5
- 데스아스피딘
- 다이쿠마롤
- 다이나이트로-오쏘-크레졸 (DNOC)
- 엘립티신
- 엔도시딘 9 (ES9)
- 플루페남산
- 니클로사마이드 에탄올아민 (NEN)
- Ppc-1 (Polysphondylium pseudocandidum에 의해 생성되는 2차 대사산물)
- 펜타클로로페놀 (PCP)[주 1]
- 퍼플루오로트라이에틸카비놀
- S-13 (5-클로로-3-t-뷰틸-2′-클로로-4′-나이트로살리실아닐라이드)
- SF 6847 (3,5-다이-t-뷰틸-4-하이드록시벤질리딘말로노나이트릴)
- TTFB (4,5,6,7-테트라클로로-2-트라이플루오로메틸벤즈이미다졸)
- 티로신 키네이스 저해제 A9 (SF-6847) (AG17)
- (+)-우슨산
- XCT-790
- mitoFluo (10-[2-(3-하이드록시-6-옥소-잔텐-9-일)벤조일]옥시데실-트라이페닐-포스포니움 브로마이드)
- 트라이클로산 (트라이클로로-2'-하이드록시페닐 에터)
- 피롤로마이신 C

## 유사 짝풀림제
다음의 화합물들은 유사 짝풀림제로 알려져 있다.
- 아자이드
- 바이구아나이드
- 부피바카인
- 칼시마이신 (A23187)
- 도데실트라이페닐포스포늄 (C12TPP)
- 라살로시드 (X537A)
- 리놀레산과 같은 긴사슬 지방산
- 미토Q10
- 니제리신
- 피크르산 (2,4,6-트라이나이트로페놀)
- 테트라페닐붕소산 나트륨
- SR4 (1,3-비스(다이클로로페닐)요소 13)
- 염화 테트라페닐포스포늄
- 발리노마이신
- 비산염

## 같이 보기
- 짝풀림 단백질

## 주해
1. ↑  기분 전환용 약물인 펜사이클리딘과 혼동하면 안된다.